# Le Mounier
Pour les articles homonymes, voir Mounier.
Le Mounier est un sommet du massif du Meygal, culminant à 1 408 m d'altitude, dans le Velay en France.

## Toponymie
Le Mounier est mentionné en 1501 sous la forme Suchassium de Mounier. Il est également désigné localement sous les noms de montagne de Boussoulet ou mont Peignet.

## Géographie

### Situation
La montagne se trouve entre les communes de Saint-Julien-Chapteuil et Champclause dans le département de la Haute-Loire.

### Géologie
Le dôme du Mounier a pris forme avec de la lave moins visqueuse que celle présente lors d'une protrusion. Cet édifice volcanique, alimenté à la base, se dilate comme un ballon, et pendant son expansion latérale, la lave s'effondre sous son propre poids, recouvrant ainsi les éléments de l'éruption.

### Flore
Une lande subalpine abritant Arctostaphylos uva-ursi y a été identifiée.